# Décès en mars 1946
Décès
- 1942
- 1943
- 1944
- 1945
- 1946
- 1947
- 1948
- 1949
- 1950

Pour une information complémentaire, voir la page d'aide.

| Date    | Nom              | Pays                   | Activités                        | Âge | Source |
| ------- | ---------------- | ---------------------- | -------------------------------- | --- | ------ |
| 25 mars | Aileen Manning   | Drapeau des États-Unis | Actrice américain.               | 60  |        |
| 26 mars | Gerhard Heilmann | Drapeau du Danemark    | Artiste et paléontologue danois. | 86  |        |